# Кравино
Кравино (болг. Кравино) — село в Болгарии. Находится в Старозагорской области, входит в общину Опан. Население составляет 86 человек.

## Политическая ситуация
Кравино подчиняется непосредственно общине и не имеет своего кмета.
Кмет (мэр) общины Опан — Минчо Динев Чавдаров (Болгарская социалистическая партия (БСП))по результатам выборов в правление общины.